# Ashe County
Ashe County je okres amerického státu Severní Karolína založený v roce 1799. Hlavním městem je Jefferson. Leží v západní části Severní Karolíny. Pojmenovaný je podle amerického guvernéra Samuela Ashe.

## Sousední okresy
| Růžice kompasu |                           | Grayson County, Virginie |                  | Růžice kompasu |
| Růžice kompasu | Johnson County, Tennessee | Sever                    | Alleghany County | Růžice kompasu |
| Růžice kompasu | Johnson County, Tennessee | Ashe County              | Alleghany County | Růžice kompasu |
| Růžice kompasu | Johnson County, Tennessee | Jih                      | Alleghany County | Růžice kompasu |
| Růžice kompasu | Watauga County            |                          | Wilkes County    | Růžice kompasu |

## Vývoj počtu obyvatel
Počet obyvatel